# Pedro Militão Soares de Lucena
Pedro Militão Soares de Lucena (Caicó, 10 de março de 1890 – Caicó, 14 de setembro de 1968) foi um jornalista, empresário, político, militar, advogado, promotor público, professor, maçom, rotariano e membro do Instituto Histórico e Geográfico do Rio Grande do Norte - IHGRN. Contudo, foi como jornalista e empresário que se notabilizou.

## Biografia
Era filho de João Soares e Isabel Lucena. Casou com Ana Amélia de Brito, filha de Manoel Lucas de Brito e Cristina Laurinda Fernandes.
Do seu casamento, nasceram Maria Juracy Soares de Medeiros e o médico Pedro Militão Soares de Brito, casado com Maria Dantas Oliveira e, depois de ficar viúvo, com Maria do Socorro Medeiros Brito. É avô do escritor potiguar Marcílio de Medeiros Brito, conhecido por Marcilio Medeiros e do radialista e tipógrafo Pedro Militão Neto.
Fez o curso primário (atualmente denominado ensino fundamental) no antigo Grupo Escolar de Caicó, hoje Escola Senador Guerra. Foi aluno do professor Pedro Gurgel. Obteve o diploma de químico industrial e farmacêutico. Foi professor por vários anos, em cursos noturnos, para pessoas carentes.
Foi soldado da Polícia Militar do Rio Grande do Norte, ocasião em que atuou como contramestre da banda de música Recreio Caicoense, cargo que ocupou ainda por alguns anos após o seu casamento. Foi promovido a oficial da Guarda Nacional.
Organizou, em Caicó, o I Recenseamento de Estabelecimentos Rurais do Brasil em 1920 e as festividades comemorativas ao Centenário da Independência do Brasil, em 1922.
Na década de 1920 exerceu as atividades de advogado provisionado, promotor público e prefeito interino.
Fundou a Loja Maçônica Trabalho e Fraternidade e foi membro atuante do Rotary Club de Caicó, onde chegou a exercer a presidência da Comissão de Serviços Internacionais.
Como empresário, começou negociando com tecidos nos municípios circunvizinhos a Caicó e, depois, fundou o Bilhar Sertanejo, uma das primeiras casas de lazer da cidade.
Como jornalista, fundou, em Caicó, os jornais O Seridoense (1909-1915), O Jornal do Seridó (1928) e, em Natal, O Estado (1928-1930), que contava com a colaboração de Anfilóquio Câmara, Edgar Barbosa, José Gomes da Costa, Aristóteles Costa e do poeta José Tabira da Silva. Paralelo a isso, trabalhou na biblioteca pública do estado, em Natal, hoje chamada Biblioteca Pública Câmara Cascudo.
No final da década de 1920, foi incumbido pelo então governador do Rio Grande do Norte, Juvenal Lamartine, para fazer cópias de todas as cartas de sesmarias do estado. As cópias foram manuscritas e o trabalho durou mais de um ano. Hoje, esse trabalho compõe o acervo do Instituto Histórico e Geográfico do Rio Grande do Norte, que, no ano 2000, lançou-as em livro na Coleção Mossoroense, editada pela Fundação Vingt-Un Rosado, sob o título Sesmarias do Rio Grande do Norte. O material foi dividido em cinco volumes, perfazendo um total de 2.674 páginas.
O jornal O Estado foi fechado e teve apreendida suas máquinas na Revolução de 30, ocorrida em 3 de outubro daquele ano, que levou Getúlio Vargas ao poder.
Impossibilitado de exercer o jornalismo, dedicou-se à atividade industrial, instalando a Fábrica de Sabão Santa Rita, o Curtume Santa Rita e a primeira indústria de extração de óleo de algodão da região.
Foi, ainda, proprietário do Cine Pax em Caicó.

## Livros
- FUNDAÇÃO VINGT-UN ROSADO. INSTITUTO HISTÓRICO E GEOGRÁFICO DO RIO GRANDE DO NORTE. Sesmarias do Rio Grande do Norte, v. 1 a 5. Mossoró: Fundação Vingt-Un Rosado/Gráfica Tércio Rosado (ESAM), 2000 (Mossoroense, Série C).
- Edição póstuma, compilação de todas as cartas de sesmarias do estado, originalmente reunidas em manuscritos.